# Vervant (Charente)
Pour l’article homonyme, voir Vervant (Charente-Maritime).
Vervant est une commune du Sud-Ouest de la France, située dans le département de la Charente (région Nouvelle-Aquitaine).

## Géographie

### Localisation et accès
Vervant est une commune du pays de la Boixe, située à 4 km au nord de Saint-Amant-de-Boixe et 21 km au nord d'Angoulême, sur la rive gauche de la Charente.
Le bourg de Vervant est aussi à 6 km au sud-ouest de Mansle, 11 km au sud-est d'Aigre et 23 km au sud de Ruffec.
La route nationale 10 entre Angoulême et Poitiers passe 5 km à l'est de la commune. La D 18 entre Mansle et Saint-Amant borde la commune à l'est. Le bourg est desservi par la D 116 entre Maine-de-Boixe et Coulonges.
La ligne Paris-Bordeaux passe à 200 m au sud-ouest du bourg, mais la gare la plus proche est celle de Luxé, desservie par des TER à destination d'Angoulême, Poitiers et Bordeaux.
La future LGV Sud Europe Atlantique traversera la commune en 2015.

### Hameaux et lieux-dits
La commune ne possède pas de hameau et tout l'habitat est groupé au bourg.

### Communes limitrophes
| Villognon | Cellettes |                      |
| Xambes    | Vervant   |                      |
|           |           | Saint-Amant-de-Boixe |

### Géologie et relief
Le sol de la commune, de nature karstique, est constitué de calcaire datant du Jurassique supérieur (Kimméridgien). Il constitue le plateau de la Boixe,,.
Le point culminant de la commune est à une altitude de 118 m, situé au nord dans la forêt près du tumulus. Le point le plus bas est à 66 m, situé sur la limite occidentale. Le bourg est à 90 m d'altitude.

### Hydrographie

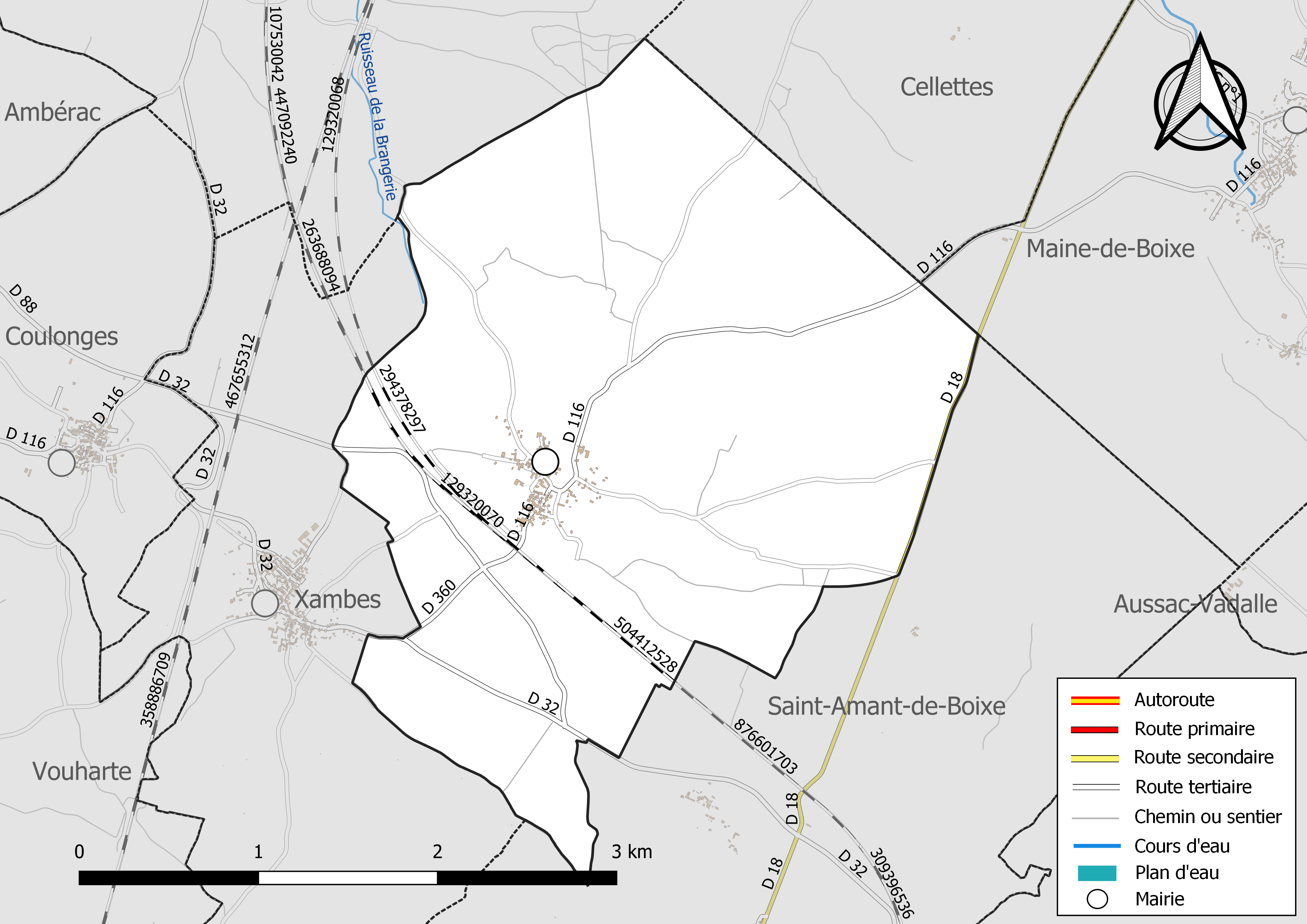
Réseaux hydrographique et routier de Vervant.

La commune est située dans le bassin versant de la Charente au sein du Bassin Adour-Garonne. Aucun cours d'eau permanent n'est répertorié sur la commune,.
La nature karstique du sol empêche la circulation de tout cours d'eau en surface.
Seul un ruisseau intermittent passe sur la bordure sud-ouest de la commune. Il s'appelle ruisseau de la Brangerie sur la commune de Villognon où il se jette dans la Charente.
On trouve une fontaine au bourg.

### Climat
Comme dans les trois quarts sud et ouest du département, le climat est océanique aquitain.

## Urbanisme

### Typologie
Au 1er janvier 2024, Vervant est catégorisée commune rurale à habitat dispersé, selon la nouvelle grille communale de densité à 7 niveaux définie par l'Insee en 2022.
Elle est située hors unité urbaine. Par ailleurs la commune fait partie de l'aire d'attraction d'Angoulême, dont elle est une commune de la couronne,. Cette aire, qui regroupe 94 communes, est catégorisée dans les aires de 50 000 à moins de 200 000 habitants,.

### Occupation des sols
L'occupation des sols de la commune, telle qu'elle ressort de la base de données européenne d’occupation biophysique des sols Corine Land Cover (CLC), est marquée par l'importance des territoires agricoles (57,1 % en 2018), en augmentation par rapport à 1990 (55,6 %). La répartition détaillée en 2018 est la suivante : 
terres arables (54,3 %), forêts (39,9 %), zones urbanisées (3 %), prairies (2,7 %). L'évolution de l’occupation des sols de la commune et de ses infrastructures peut être observée sur les différentes représentations cartographiques du territoire : la carte de Cassini (XVIIIe siècle), la carte d'état-major (1820-1866) et les cartes ou photos aériennes de l'IGN pour la période actuelle (1950 à aujourd'hui).

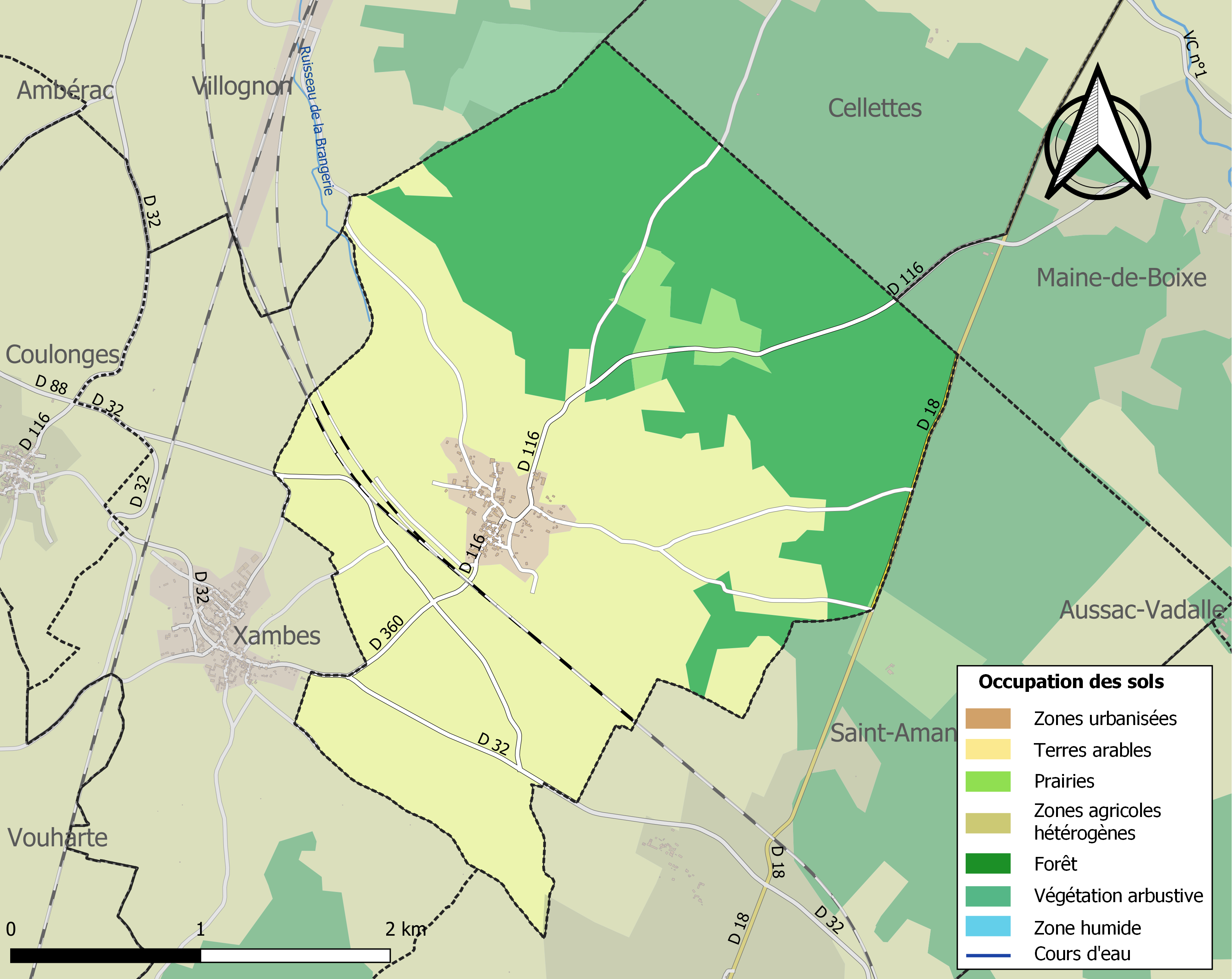
Carte des infrastructures et de l'occupation des sols de la commune en 2018 (CLC).

### Risques majeurs
Le territoire de la commune de Vervant est vulnérable à différents aléas naturels : météorologiques (tempête, orage, neige, grand froid, canicule ou sécheresse) et séisme (sismicité modérée). Un site publié par le BRGM permet d'évaluer simplement et rapidement les risques d'un bien localisé soit par son adresse soit par le numéro de sa parcelle.

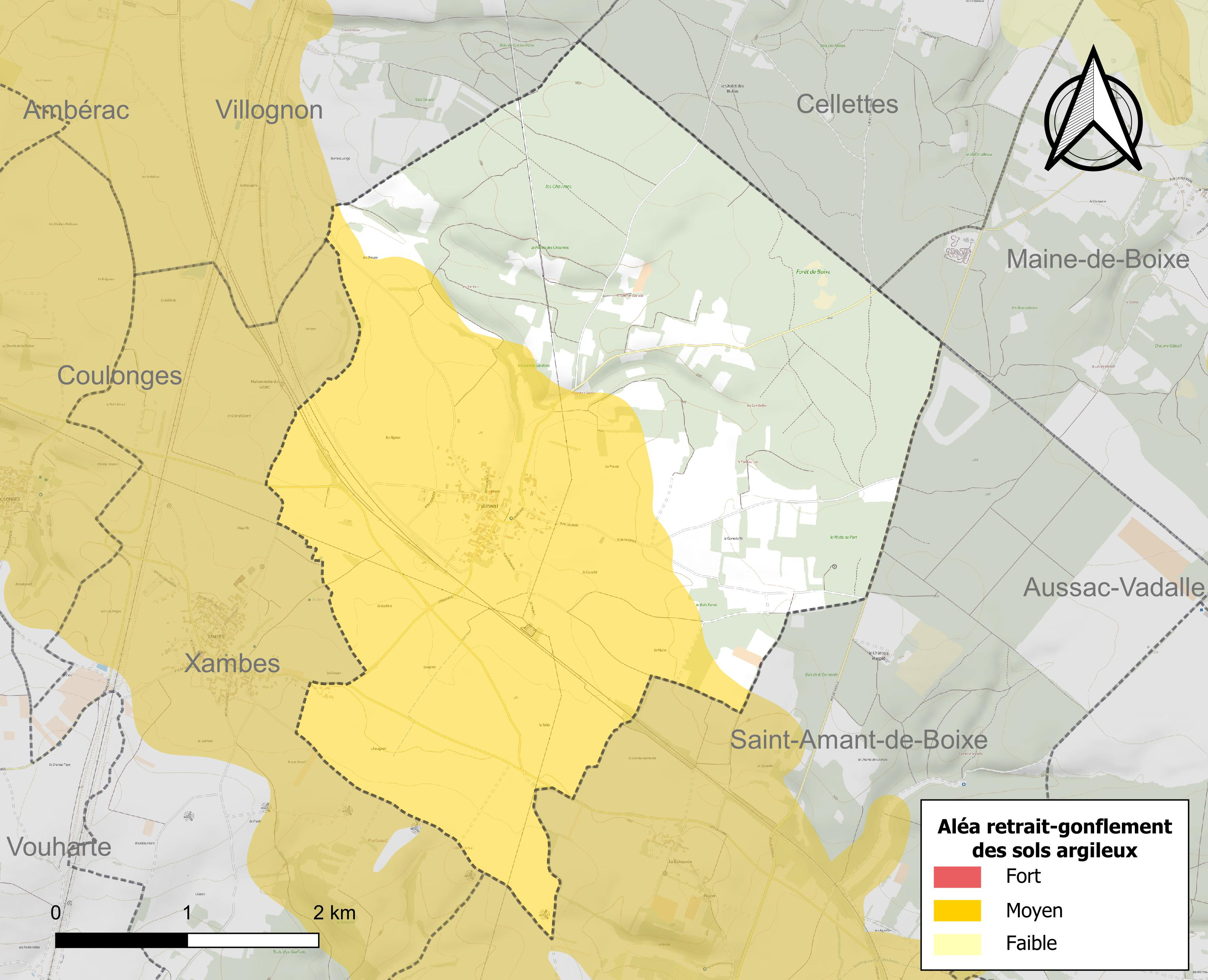
Carte des zones d'aléa retrait-gonflement des sols argileux de Vervant.

Le retrait-gonflement des sols argileux est susceptible d'engendrer des dommages importants aux bâtiments en cas d’alternance de périodes de sécheresse et de pluie. 49,8 % de la superficie communale est en aléa moyen ou fort (67,4 % au niveau départemental et 48,5 % au niveau national). Sur les 80 bâtiments dénombrés sur la commune en 2019,  79 sont en aléa moyen ou fort, soit 99 %, à comparer aux 81 % au niveau départemental et 54 % au niveau national. Une cartographie de l'exposition du territoire national au retrait gonflement des sols argileux est disponible sur le site du BRGM,.
Par ailleurs, afin de mieux appréhender le risque d’affaissement de terrain, l'inventaire national des cavités souterraines permet de localiser celles situées sur la commune.
La commune a été reconnue en état de catastrophe naturelle au titre des dommages causés par les inondations et coulées de boue survenues en 1982, 1983 et 1999. Concernant les mouvements de terrains, la commune a été reconnue en état de catastrophe naturelle au titre des dommages causés par des mouvements de terrain en 1999.

## Toponymie
Les formes anciennes sont Vervannium, Vervandum (non datées, Moyen Âge), Vervanto en 1319.
L'origine du nom de Vervant est assez obscure, mais il pourrait s'agir du nom latin verbenna signifiant « terre labourée »,  avec attraction de vervactum, « terre en friche, jachère »,.

## Histoire
La présence d'un dolmen, le dolmen de la Boixe, et d'une nécropole attestent que Vervant a été habité depuis des temps très anciens.
La paroisse dépendait de l'abbaye de Saint-Amant-de-Boixe. Son église avait été donnée, en l'an 1020, par le comte d'Angoulême, Guillaume II Taillefer, à l'abbaye de Saint-Amant qui y fonda aussitôt un prieuré qui fut le plus important de ses dépendances. Celui-ci ne semble cependant pas avoir été conventuel, et le titulaire était dispensé de la résidence.
Selon Martin-Buchey, un souvenir est attaché à la commune, celui de la bataille qui eut lieu en 575 en Angoumois entre le duc Gontran Boson, à la tête des troupes de Sigebert, roi d'Austrasie, et celles de Chilpéric, roi de Neustrie, qui furent battues. Thibert fut tué dans l'action et son corps fut transporté à l'abbaye de Saint-Cybard,.
Au début du XXe siècle, l'industrie dans la commune était encore représentée par l'exploitation de la pierre de taille.

## Administration
| Période                                  | Période  | Identité       | Étiquette | Qualité               |
| ---------------------------------------- | -------- | -------------- | --------- | --------------------- |
| Les données manquantes sont à compléter. |          |                |           |                       |
| depuis 2001                              | En cours | Sylviane Buton | SE        | Assistante maternelle |

En 2008 les élus de Vervant se sont fédérés à l'initiative des élus du Pays ruffécois avec 17 communes du Nord Charente et 5 des Deux-Sèvres en une fédération qui demande des compensations aux nuisances que va leur apporter la LGV Sud Europe Atlantique.

## Démographie

### Évolution démographique
L'évolution du nombre d'habitants est connue à travers les recensements de la population effectués dans la commune depuis 1793. Pour les communes de moins de 10 000 habitants, une enquête de recensement portant sur toute la population est réalisée tous les cinq ans, les populations de référence des années intermédiaires étant quant à elles estimées par interpolation ou extrapolation. Pour la commune, le premier recensement exhaustif entrant dans le cadre du nouveau dispositif a été réalisé en 2007.

En 2022, la commune comptait 147 habitants, en stagnation par rapport à 2016 (Charente : −0,48 %, France hors Mayotte : +2,11 %).
| 1793 | 1800 | 1806 | 1821 | 1831 | 1841 | 1846 | 1851 | 1856 |
| ---- | ---- | ---- | ---- | ---- | ---- | ---- | ---- | ---- |
| 308  | 274  | 372  | 363  | 348  | 391  | 363  | 352  | 329  |

| 1861 | 1866 | 1872 | 1876 | 1881 | 1886 | 1891 | 1896 | 1901 |
| ---- | ---- | ---- | ---- | ---- | ---- | ---- | ---- | ---- |
| 341  | 338  | 341  | 321  | 306  | 246  | 244  | 226  | 214  |

| 1906 | 1911 | 1921 | 1926 | 1931 | 1936 | 1946 | 1954 | 1962 |
| ---- | ---- | ---- | ---- | ---- | ---- | ---- | ---- | ---- |
| 189  | 178  | 166  | 147  | 154  | 165  | 179  | 162  | 152  |

| 1968 | 1975 | 1982 | 1990 | 1999 | 2006 | 2007 | 2012 | 2017 |
| ---- | ---- | ---- | ---- | ---- | ---- | ---- | ---- | ---- |
| 138  | 152  | 140  | 152  | 142  | 135  | 134  | 147  | 146  |

| 2022 | - | - | - | - | - | - | - | - |
| ---- | - | - | - | - | - | - | - | - |
| 147  | - | - | - | - | - | - | - | - |

### Pyramide des âges
La population de la commune est relativement jeune.
En 2018, le taux de personnes d'un âge inférieur à 30 ans s'élève à 34,9 %, soit au-dessus de la moyenne départementale (30,2 %). À l'inverse, le taux de personnes d'âge supérieur à 60 ans est de 28 % la même année, alors qu'il est de 32,3 % au niveau départemental.
En 2018, la commune comptait 73 hommes pour 73 femmes, soit un taux de 50 % de femmes, légèrement inférieur au taux départemental (51,59 %).
Les pyramides des âges de la commune et du département s'établissent comme suit.
| Hommes | Classe d’âge | Femmes |
| ------ | ------------ | ------ |
| 0,0    | 90 ou +      | 0,0    |
| 9,6    | 75-89 ans    | 13,7   |
| 16,4   | 60-74 ans    | 16,4   |
| 19,2   | 45-59 ans    | 15,1   |
| 19,2   | 30-44 ans    | 20,5   |
| 15,1   | 15-29 ans    | 11,0   |
| 20,5   | 0-14 ans     | 23,3   |

| Hommes | Classe d’âge | Femmes |
| ------ | ------------ | ------ |
| 1      | 90 ou +      | 2,7    |
| 9,2    | 75-89 ans    | 12     |
| 20,6   | 60-74 ans    | 21,3   |
| 20,7   | 45-59 ans    | 20,3   |
| 16,8   | 30-44 ans    | 16     |
| 15,6   | 15-29 ans    | 13,4   |
| 16,1   | 0-14 ans     | 14,3   |

### Remarques
Vervant a vu sa population diminuer de moitié entre 1851 et 1921 mais depuis elle reste relativement stable.

## Économie
La commune est essentiellement agricole (céréales), forestière et résidentielle.
On compte une exploitation de calcaire.

## Équipements, services et vie locale

### Vivre à Vervant
L'association Vervant Environnement s'était constituée en 2007 à l'occasion d'un projet de carrière de calcaire sur 46,4 ha en 2005,.

## Lieux et monuments

### Patrimoine religieux

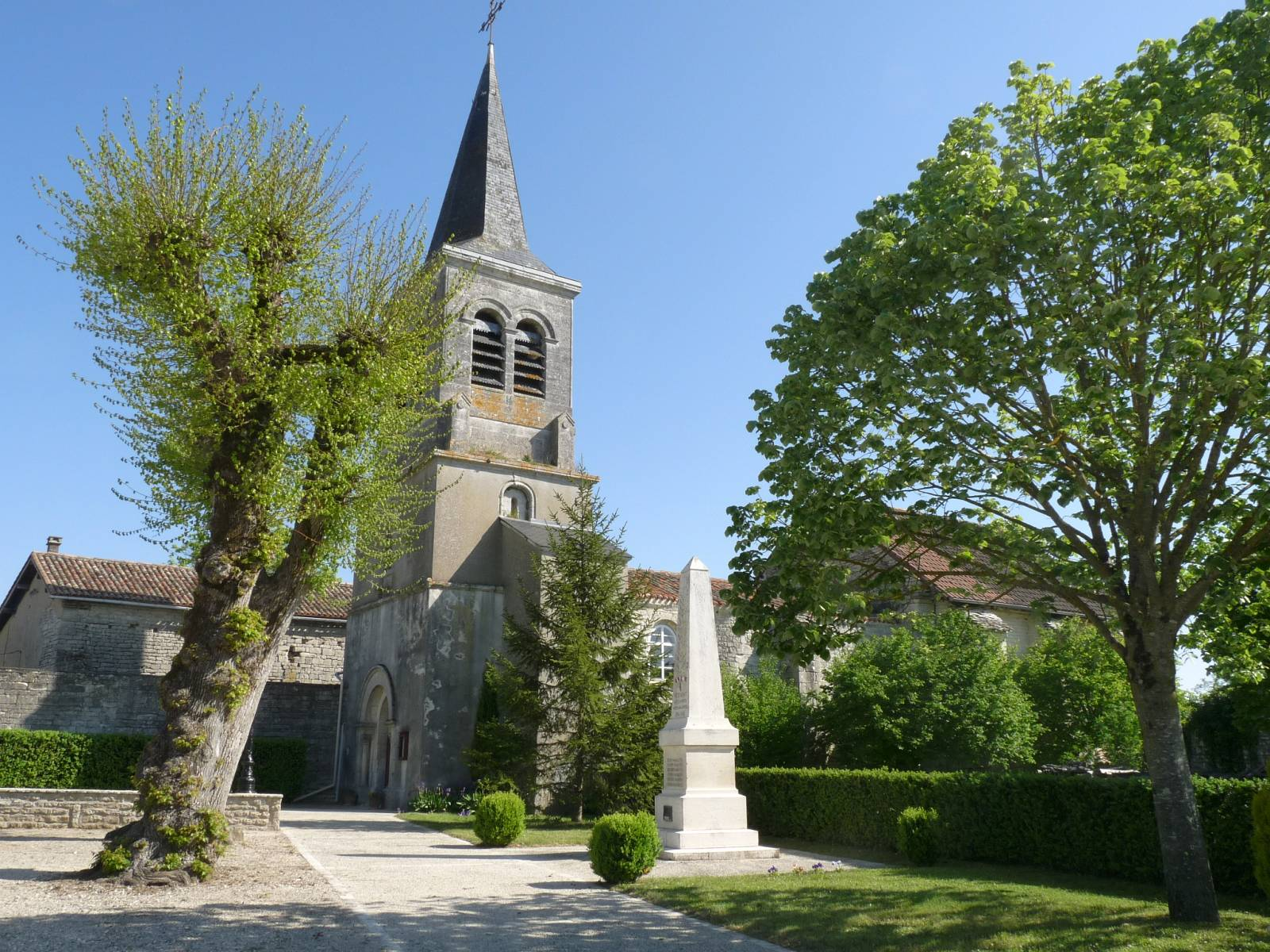
L'église et le monument aux morts.

L'église paroissiale Saint-Pierre d'origine romane a été mutilée par la chute du clocher et reconstruite au XIXe siècle. L'église priorale avait le titre de Saint-Georges,, nom couramment employé par les habitants de nos jours.

### Patrimoine civil
La nécropole de la Boixe, appelée aussi dolmen de la Boixe, est un cimetière préhistorique du Néolithique situé au lieu-dit la Combe du Rut, au cœur de la forêt de Boixe, non loin de la Pierre à sacrifice, autre dolmen situé sur la commune de Cellettes. Cette nécropole est composée d'un ensemble de dolmens, et forme un tumulus qui a été restauré récemment. Les grosses pierres sont restées en place, mais les parois des couloirs et le plafond en briquettes calcaires ont été reconstitués. Ce tumulus est le seul restant d'une quinzaine de nécropoles alentour, détruites au XIXe siècle. Il comporte des gravures, une crosse nouvellement observée sur la paroi intérieure qui est authentiques alors que la hache et la calotte sphérique à l'entrée de la petite chambre, à l'extérieur, sont récentes. L'ensemble est inscrit monument historique en date du 22 avril 1991.

Le dolmen de la Boixe
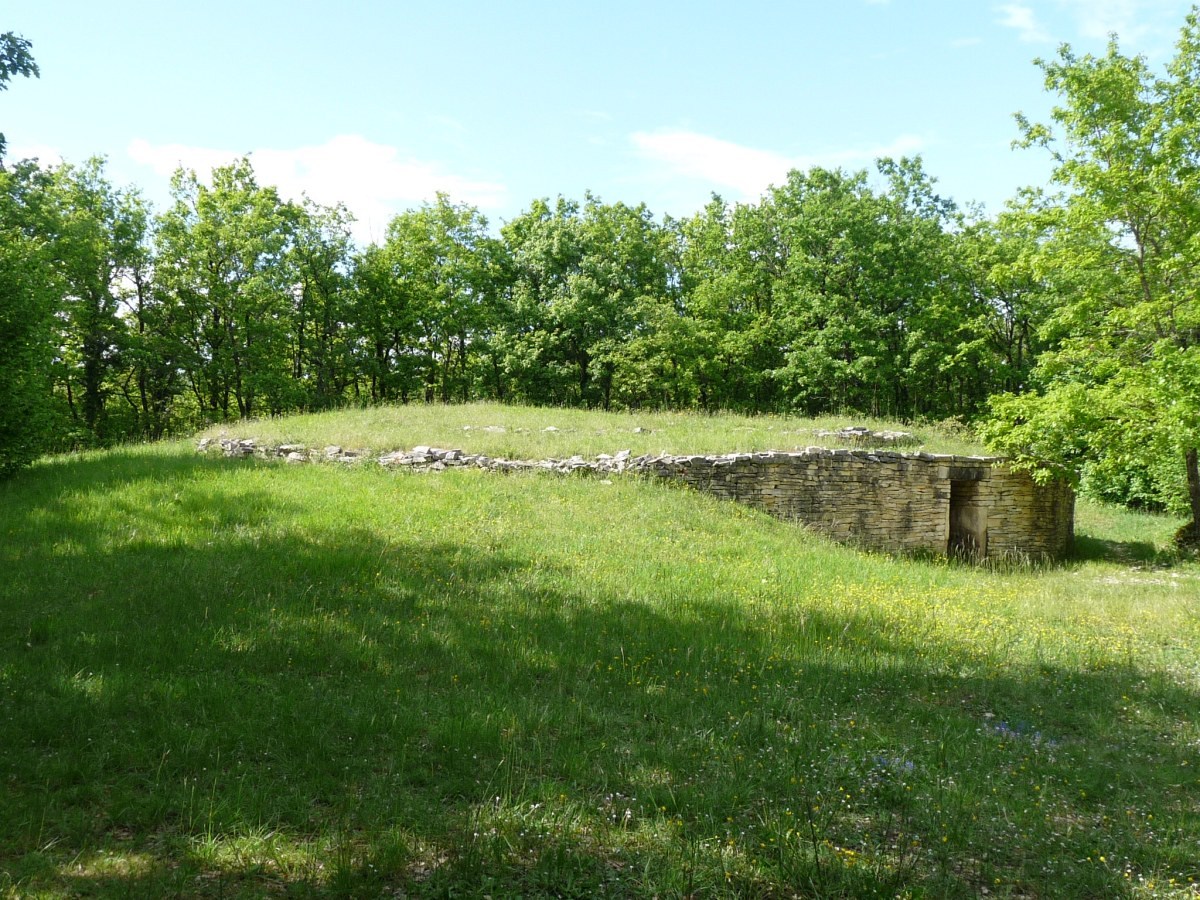
Le tumulus.
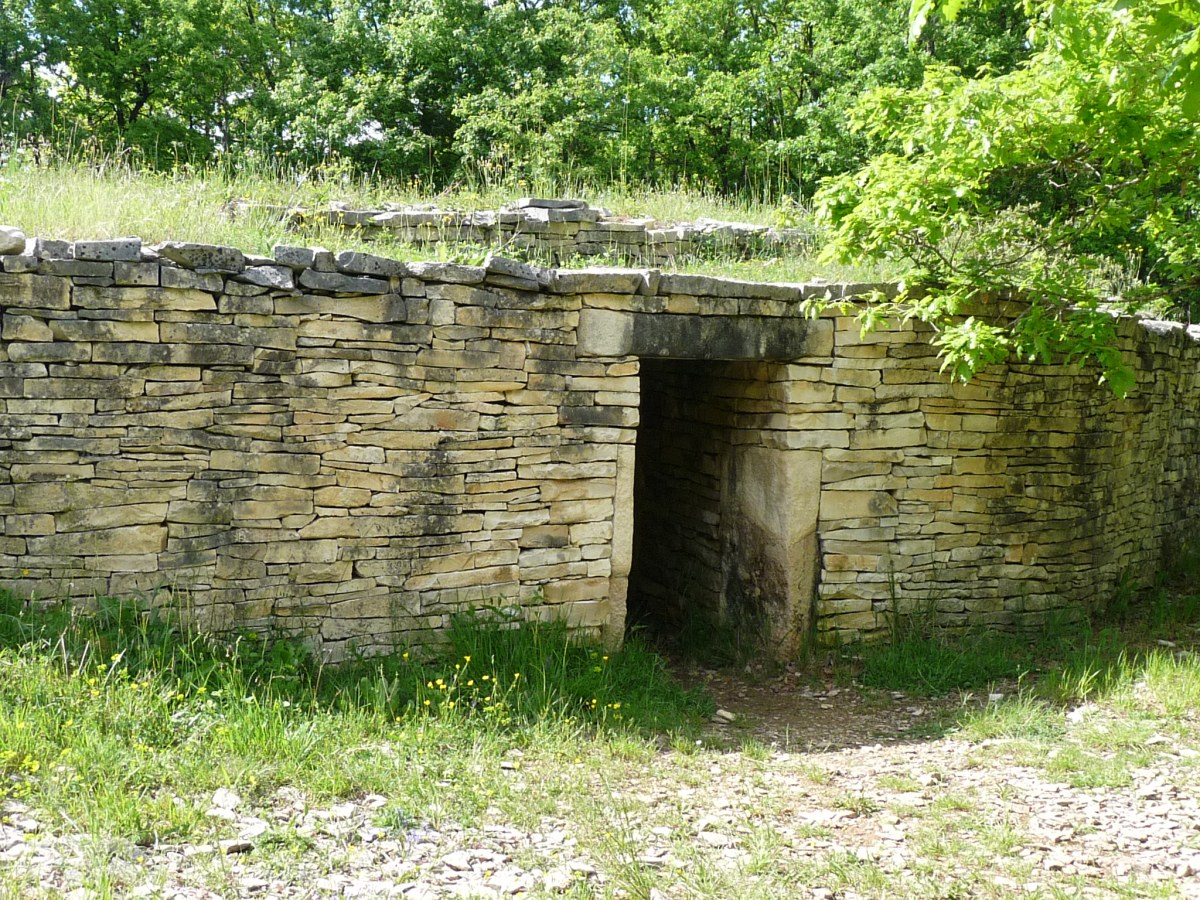
Entrée du tumulus.
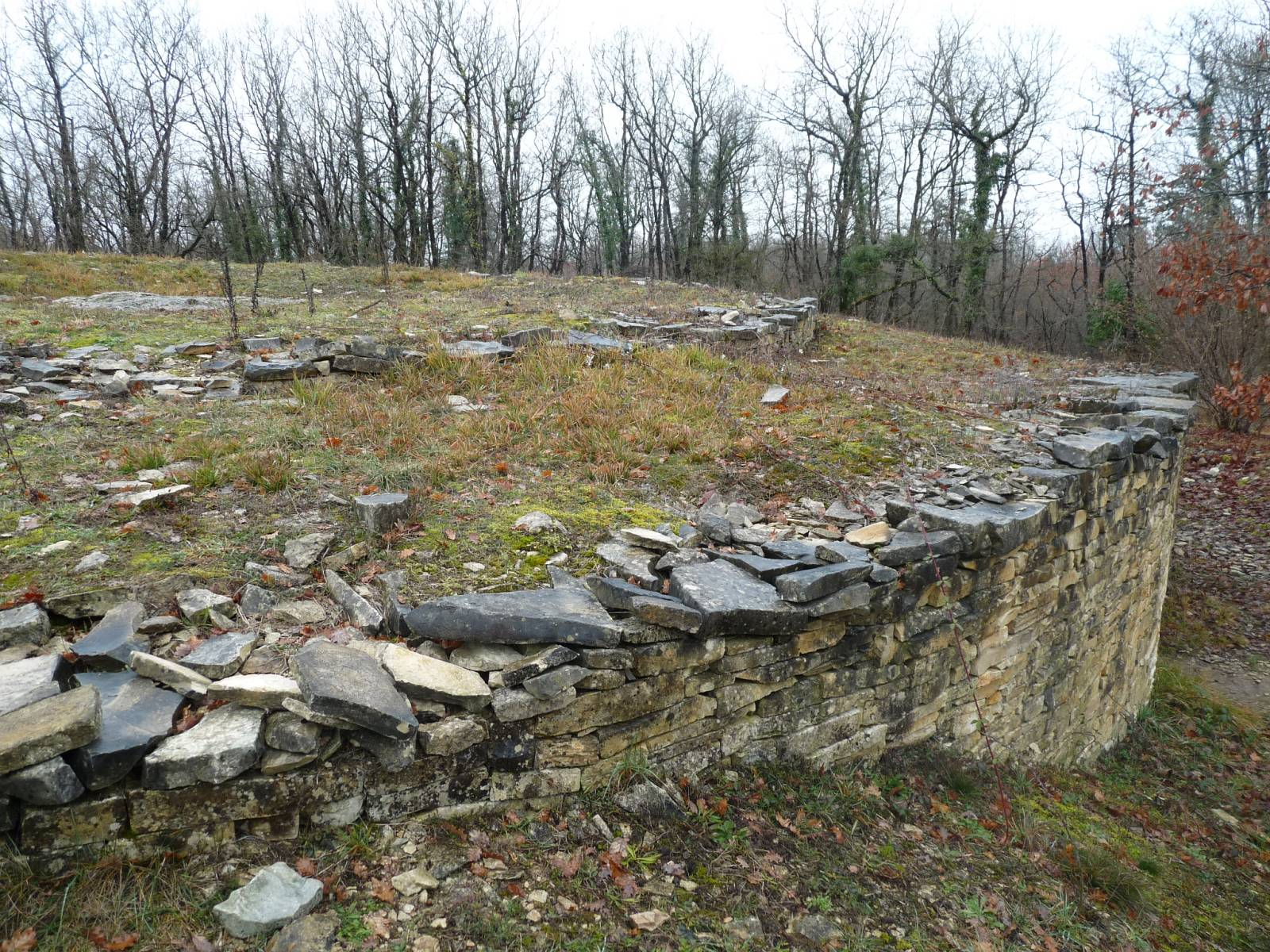
Le dessus du tumulus.
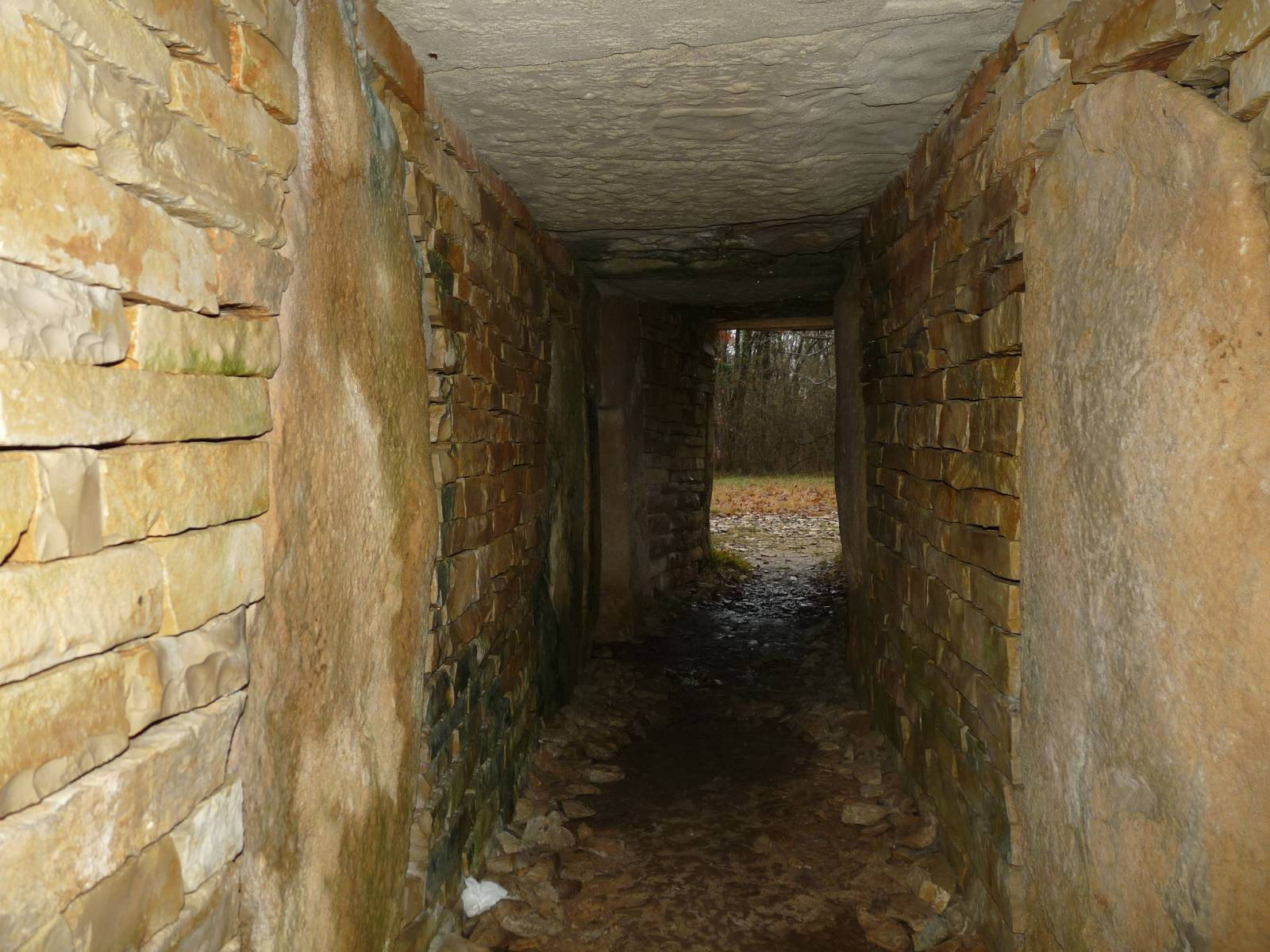
Couloir principal.
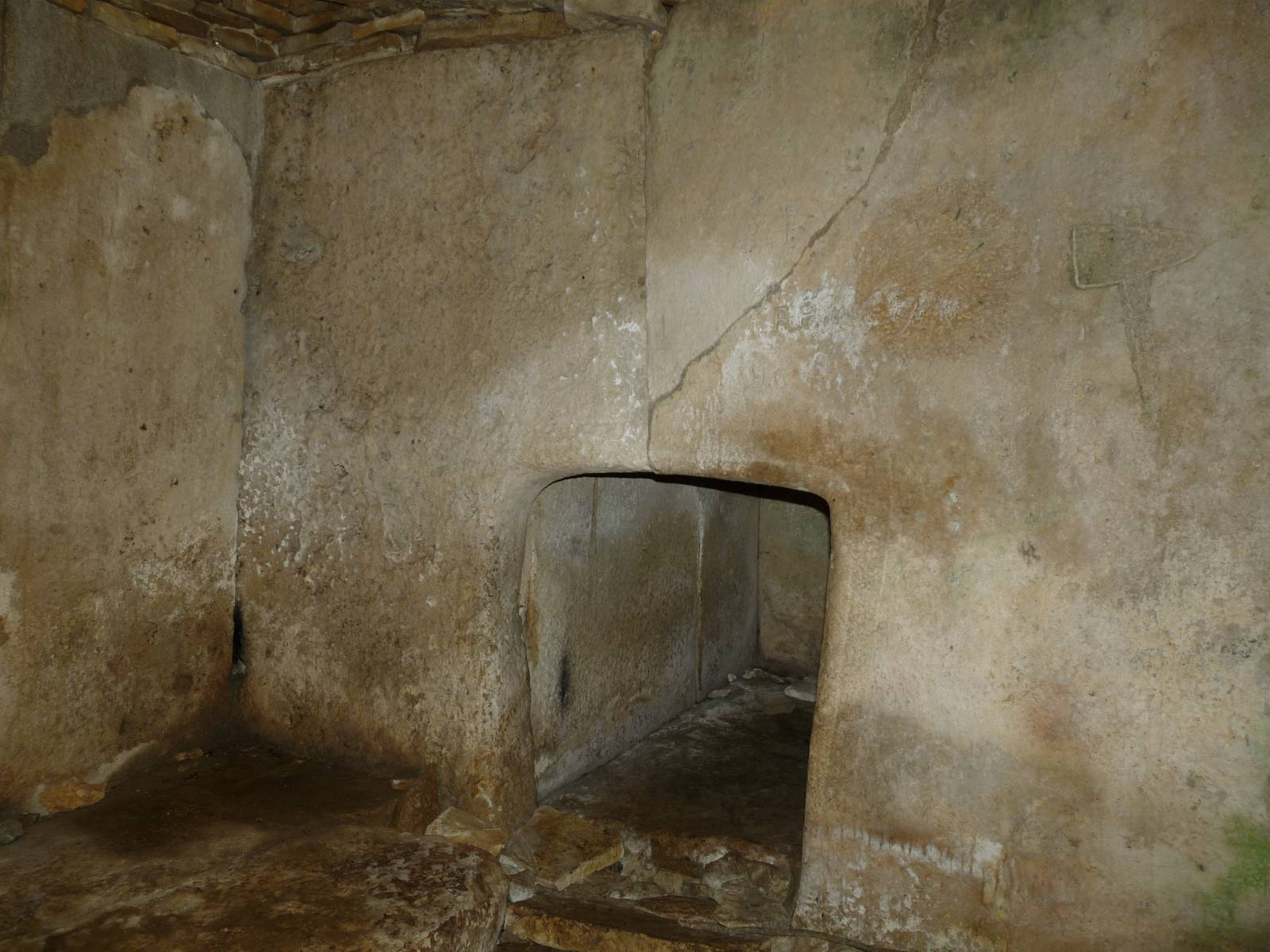
Chambres du fond.
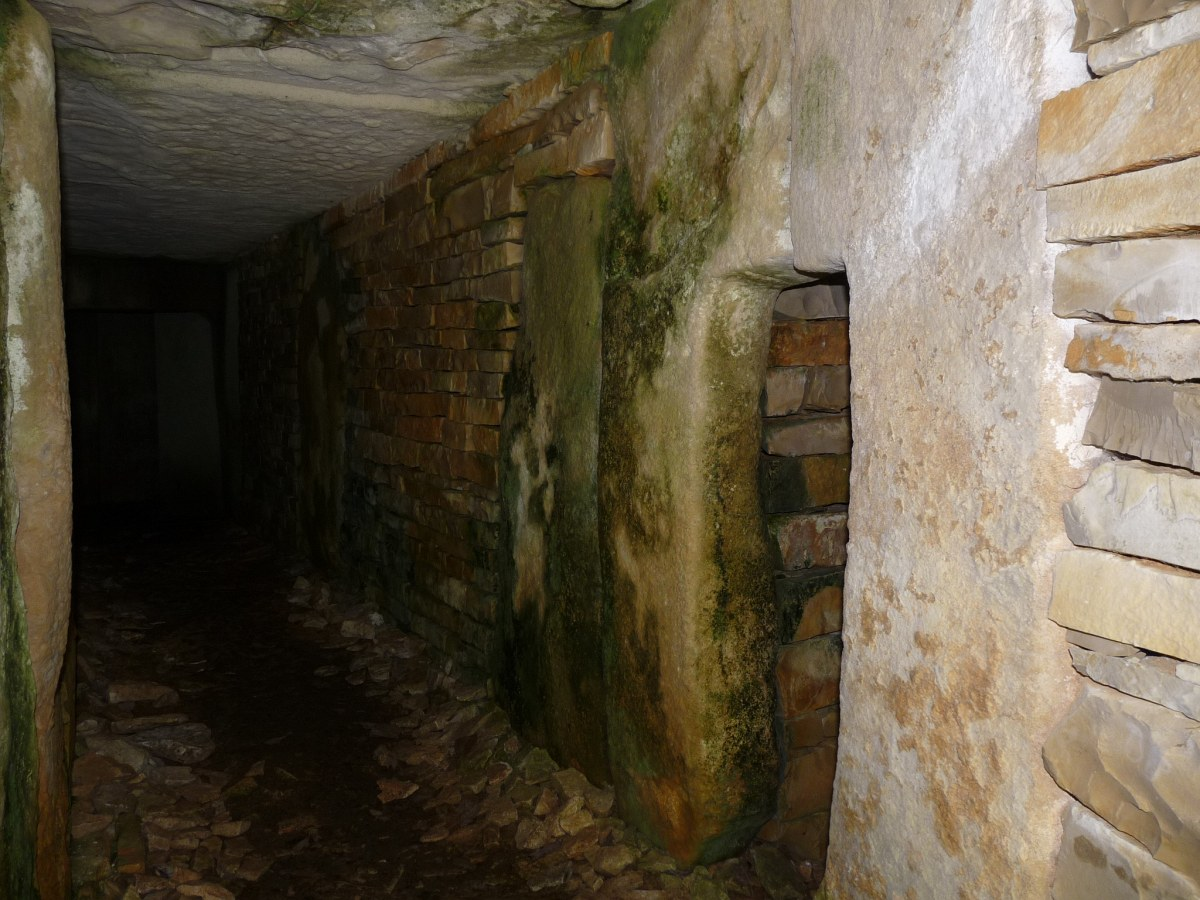
Une des portes.
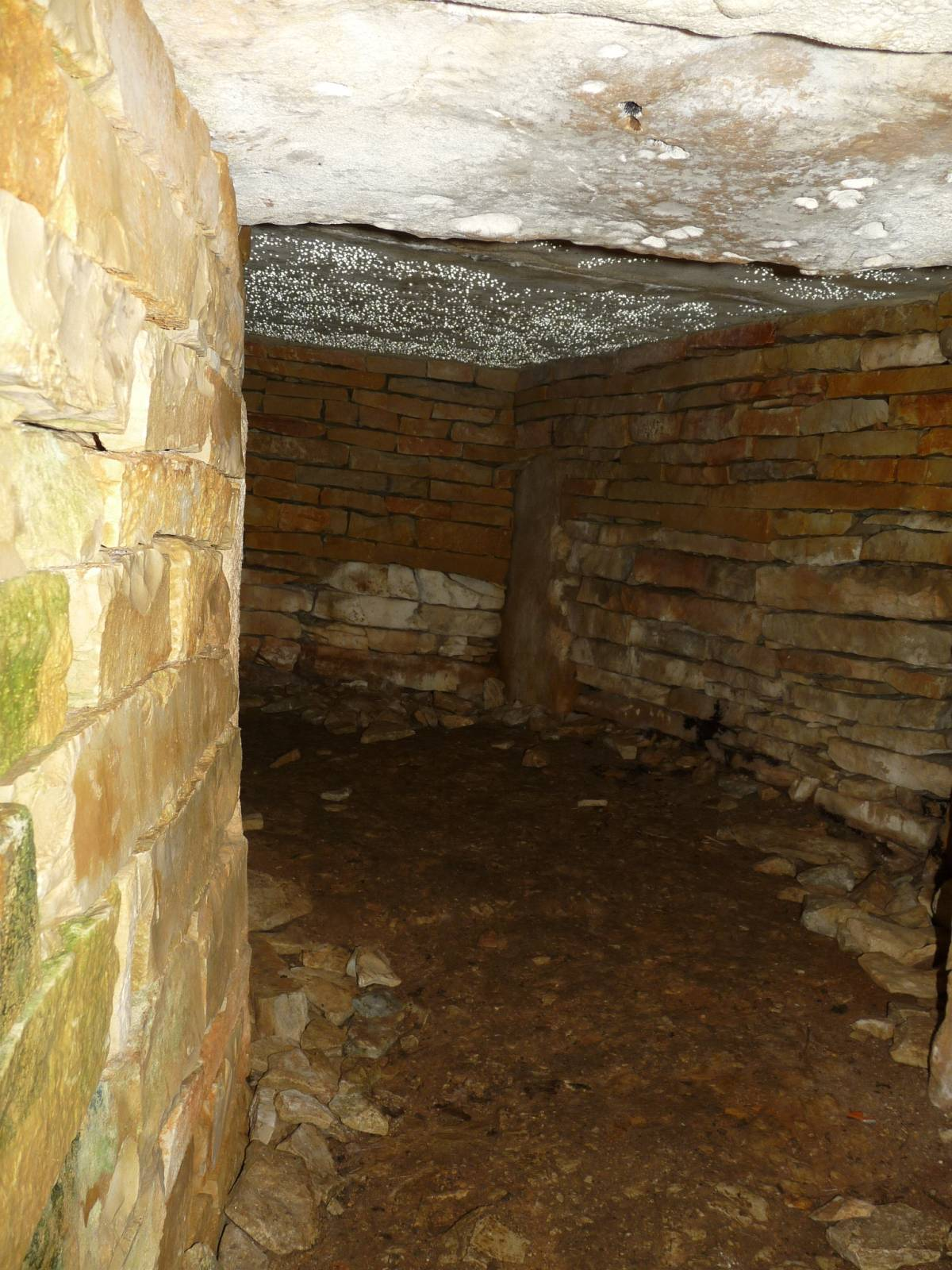
Chambre latérale.

Vervant possède aussi deux logis : le Logis du bourg, appartenant en 1712 à Louis Grataud, seigneur de Vervant, en partie reconstruit au XIXe siècle, et le logis du Prieuré, situé près de l'église et dont quelques ouvertures datent encore des XVe et XVIe siècles.

### Patrimoine environnemental
La forêt de la Boixe est une ZNIEFF.